# Эггенберг, Ганс Ульрих фон
Князь Ганс Ульрих фон Эггенберг (нем. Hans Ulrich von Eggenberg; 1568 — 18 октября 1634) — президент тайного совета Священной Римской империи, фактический глава имперского правительства в первые годы Тридцатилетней войны, строитель ренессансного замка в Граце. Первый герцог Крумловский.

## Биография
Ганс Ульрих фон Эггенберг происходил из штирийского дворянского рода (его дед Бальтазар был крупным финансистом) и получил строго протестантское воспитание. Уже в молодости, однако, вероисповедные вопросы не имели для него большого значения, и он начал свою деятельность на службе у испанского короля, в войне с Нидерландами. В 1597 году он поступил на службу к эрцгерцогу Фердинанду Штирийскому, фанатичному католику.
Поставив себе целью сделать блестящую карьеру, он перешел в католицизм и, обладая недюжинными дипломатическими способностями, скоро сделался ближайшим советником Фердинанда, который назначил его сначала правителем Крайны, затем, наместником и директором тайного совета в Австрии. Императоры Рудольф и Матвей не раз отправляли Эггенберга в Испанию для дипломатических переговоров. При его деятельном участии произошло усыновление Фердинанда Матвеем и избрание в 1619 году Фердинанда императором.
Политика Эггенберга не нравилась испанскому правительству, и оно старалось, но безуспешно, подорвать исключительное доверие, которое выказывал ему Фердинанд II. После покорения Чехии Эггенберг получил там громадные владения из числа конфискованных земель, затем был возведен в княжеское достоинство с титулом герцога Крумловского (который после угасания его потомства перешёл к Шварценбергам).

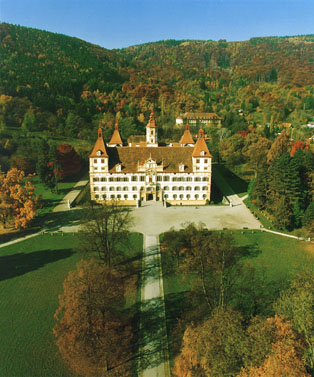
Дворец-замок Эггенберга в Граце

С самого начала Тридцатилетней войны Эггенберг советовал Фердинанду сбросить с себя зависимость от Баварии и католической лиги и старался ограничить права Максимилиана Баварского в отданном ему императором Пфальце. Поэтому Эггенберг с восторгом приветствовал предложение Валленштейна образовать самостоятельную императорскую армию и раз навсегда остался сторонником и защитником Валленштейна.
На Регенсбургском съезде 1630 года он всеми силами старался предотвратить отставку Валленштейна. Мрачные предчувствия Эггенберга по поводу этой отставки скоро оправдались, и уже после поражения Тилли при Лейпциге он стал говорить о необходимости вернуть командование армией Валленштейну. Эггенберг вел от имени императора переговоры в Знайме с Валленштейном и заключил с ним договор, фактически передававший в руки Валленштейна всю верховную власть в Германии.
Даже когда обнаружились самостоятельные планы Валленштейна и разрыв между ним и Фердинандом сделался неизбежным, Эггенберг продолжал заступаться за него и еще в начале 1634 году говорил, что можно вполне удовлетвориться простым ограничением чрезмерно широких полномочий Валленштейна. После падения Валленштейна князь понял, что его исключительное положение при дворе подорвано, оставил службу и уехал в свои земли, где и умер в том же году.

## Семья
Эггенберг был женат на Марии Сидонии фон Таннхаузен. В этом браке родились сын Иоганн Антон, дочери Мария Франциска и Мария Маргарита, жена Адама Павла Славаты.